# Municipalità di Samtredia
La municipalità di Samtredia (in georgiano სამტრედიის მუნიციპალიტეტი?) è una municipalità georgiana dell'Imerezia.
Nel censimento del 2002 la popolazione si attestava a 60.456 abitanti. Nel 2014 il numero risultava essere 48.562.
La città di Samtredia è il centro amministrativo della municipalità, la quale si estende su un'area di 364 km².

## Popolazione
Dal censimento del 2014 la municipalità risultava costituita da:
- Georgiani, 98,4%
- Armeni, 0,8%
- Russi, 0,4%[1]

## Luoghi d'interesse
- Samtredia
- Kulashi